# دار أراغون (تطوان)
دار أراغون منزل تاريخي يقع في المدينة العتيقة لتطوان، المصنفة تراثا عالميا من طرف اليونسكو.  و قد كانت الدار ملكا لإحدى أبرز الأسر التطوانية من أصل أندلسي.

## تاريخ
يعود تشييد دار أراغون إلى القرن الثامن عشر، و تم ترميمها في إطار برنامج التعاون بين منطقة أندلسية و مدينة تطوان، لتتحول حاليا إلى مؤسسة خيرية لذوي الإعاقة البصرية.